# Pacollo (Coroico)
Pacollo (auch Socosani) ist eine Ortschaft im Departamento La Paz im südamerikanischen Andenstaat Bolivien.

## Lage im Nahraum
Pacollo ist der zentrale Ort des Kanton Pacollo im Municipio Coroico in der Provinz Nor Yungas. Die Gemeinde liegt auf einer Höhe von 1148 m am Río Huarinilla, der sich acht Kilometer flussabwärts mit dem Río Elena zum Río Coroico vereinigt und weiter über den Río Kaka zum Río Beni hin fließt.

## Geographie
Pacollo liegt in einem Talgrund am Ostrand der Cordillera Real in den bolivianischen Yungas, einer Übergangsregion zwischen dem Hochland der Anden (Altiplano) und dem tropischen Tiefland mit dem Amazonas-Regenwald. Das Klima ist ein typisches Tageszeitenklima, bei dem die mittleren Temperaturschwankungen im Tagesverlauf deutlicher ausfallen als im Jahresverlauf.
Die Jahresdurchschnittstemperatur der Ortschaft liegt bei etwa 22 °C (siehe Klimadiagramm Choro), die Monatsdurchschnittswerte schwanken zwischen 19 °C im Juni/Juli und 23 °C von Oktober bis März. Die durchschnittlichen Tageshöchsttemperaturen liegen ganzjährig zwischen 26 °C und 30 °C, die nächtlichen Tiefstwerte betragen im langjährigen Durchschnitt 11–12 °C im Juni/Juli und 18 °C im Dezember und Januar. Der durchschnittliche Jahresniederschlag beträgt 1300 mm, mit einer kurzen Trockenzeit bei Monatswerten um 20 mm im Juni/Juli und Monatshöchstwerten von etwa 200 mm von Dezember bis Februar.

## Verkehrsnetz
Pacollo liegt 89 Straßenkilometer nordöstlich von La Paz, der Hauptstadt des gleichnamigen Departamentos.
Von La Paz aus führt die asphaltierte Nationalstraße Ruta 3 nach Cotapata, wo die alte Yungas-Straße („Ruta de la muerte“ – Straße des Todes) Richtung Coroico nach Osten hin abzweigt. Die Neubaustrecke der Ruta 3 führt von hier aus durch den Tunnel San Rafael in nördlicher Richtung nach Santa Bárbara und weiter über Caranavi, Yucumo und San Ignacio de Moxos nach Trinidad am Río Mamoré. Wenige Kilometer bevor die ausgebaute Ruta 3 den Talgrund am Río Huarinilla erreicht, zweigt nach Nordwesten eine unbefestigte Landstraße ab, die nach drei Kilometern Pacollo erreicht.
Pacollo ist Endpunkt des Choro Treks, eines alten Inka-Pfades, der von La Paz aus über die Passhöhe La Cumbre (4727 m) und den Abra Chucura Pass (knapp 5000 m) zu erreichen ist und von Challapampa über die Ansiedlung Korisamaña (Chairo) den Río Huarinilla abwärts bis Pacollo führt. Mit dem Hotel „Río Selva“ ist die Infrastruktur des Ortes und die Nutzung des Choro Treks im letzten Jahrzehnt erheblich aufgewertet worden.

## Bevölkerung
Die Einwohnerzahl der Ortschaft hat sich in dem Jahrzehnt zwischen den letzten beiden Volkszählungen mehr als verdoppelt:
| Jahr | Einwohner         | Quelle       |
| ---- | ----------------- | ------------ |
| 1992 | keine Detaildaten | Volkszählung |
| 2001 | 116               | Volkszählung |
| 2012 | 241               | Volkszählung |
| 2024 |                   | Volkszählung |